# Orthotrichia palikos
Orthotrichia palikos is een schietmot uit de familie Hydroptilidae. De soort komt voor in het Oriëntaals gebied.